# Batalla d'Ikh Bayan
La batalla d'Ikh Bayan (xinès tradicional: 稽落山之戰, xinès simplificat: 稽落山之戰, pinyin: Jìluòshān zhī zhàn, mongol: Batalla de Gran Riquesa), va ser una gran expedició llançada contra els xiongnu per la Dinastia Han el juny del 89 EC. La batalla va ser un èxit de la Dinastia Han sota el comandament de Dou Xian (d. 92).

## Anotacions
1. ↑  Llibre del Han Tardà, vols. 04, 19, 23, 88, 89, 90.
2. ↑  Zizhi Tongjian, vol. 47.
3. ↑  An Tian, "Dou Xian Po Beixiongnu Zhi Zhan" ("La Batalla de Dou Xian derrotant els Xiongnu del Nord")[Enllaç no actiu].